# Ampithoe riedli
Ampithoe riedli är en kräftdjursart. Ampithoe riedli ingår i släktet Ampithoe och familjen Ampithoidae. Inga underarter finns listade i Catalogue of Life.